# Hudiksvalls Järnväg
Hudiksvalls Järnväg (HJ) var en 1217 mm smalspårig järnväg mellan Hudiksvall och Forsa i Gävleborgs län. Järnvägen förlängdes till Näsviken vid sjön Sördellen.

## Historia
En anledning till järnvägens byggande var framställningen av järn runt sjön Norrdellen med järnmalm som fraktades från Roslagen. Transporten gick med skepp till Håsta udde i Hudiksvall, vidare med hästdragen transport till Norrdellen och med segelskutor till masugnarna. Det färdiga järnet gick i retur till Håsta udde och sjöledes vidare mot slutdestinationerna. Per Adolf Tamm, ägare till masugnar, undersökte under 1850-talet möjligheterna för en transportled längs Delångersån med kanaler och slussar vid fallen från Norrdellen till Iggsjön och en kort järnväg till en hamn i Byfjärden norr om Iggesund. Ledarna i Hudiksvalls stad blev oroliga eftersom detta kunde begränsa stadens utveckling som handelsplats. Istället ville de ha en järnväg till Hudiksvall. Genom ombud tillfrågades Tamm men han var avvisande. I början på 1856 bildades en kommitté i Hudiksvall för att hitta fler intressenter och undersöka möjligheten för en järnväg från Hudiksvall till nedströms av Forsa kyrka. Tamm var då mer tillmötesgående och lovade att frakta 40 000 skeppund årligen men fraktkostnaden fick inte överskrida räntekostnaden för kapitalet som skulle ha behövts för att bygga transportsystemet mellan Forsa och Iggesund. Järnvägsbygget kostnadsberäknades till 505 000 kr och en flottled från Ljusnan till Sördellen, för att få ytterligare timmertransport, beräknades kosta 136 000 kr. Hudiksvalls stad skulle teckna aktier för 150 000 kr i järnvägsbolaget och staten skulle bidra med ett lån på 370 000 kr. Riksdagen beslutade om lånet 1857, Hudiksvalls Järnvägsaktiebolag bildades 1858 och koncessionen erhölls den 1 maj 1858. Järnvägens officiella öppnade var den 16 juli 1860 men godstrafik hade startat redan på hösten 1859.
Beträffande flottleden erbjöd ett engelskt bolag Hudiksvall Steam Sawing Mill Co Ltd att bygga flottleden om staden stod för en tredjedel av kostnaden. Bolaget byggde Forsa ångsåg uppströms från Forsa kyrka. Sågen togs i drift 1859 och flottleden var färdig 1862.
För att förbättra transportmöjligheterna och undvika omlastning av virke från sågverken i Forsa och Näsviken planerades en förlängning av banan till Sördellen vid Näsviken med en brygga och lastplats. Bolaget beslöt 1862 att utbyggnaden skulle ske till en beräknad kostnad av 365 000 kr. Myndigheterna beviljade koncessionen den 16 mars 1866. Den 5 km långa banan hade tre större broar över Delångersån. Banan började byggas 1872 och öppnades för trafik den 20 november 1874. Samma år lades kanaler och slussar ned mellan Sördellen och Forsa..  
Järnvägen byggdes för godstransporter och vid öppnandet fanns det 36 godsvagnar varav en del byggdes lokalt av trä med smidet, hjul och axlar, från Forsbacka bruk. Två ånglok och tre personvagnar var inköpta från England. 1887 fanns det fyra ånglok, 177 godsvagnar och fyra personvagnar. Trafiken pågick enbart under tiden Dellensjöarna var isfria.
Redan 1875 ville Hudiksvall ha en förbindelse vidare mot inlandet men eftersom Stambanan genom Norrlands sträckning inte var bestämd fick planerna vänta. Stambanan kom till Ljusdal 1880 och eftersom det nu fanns ett mål ökade Hudiksvalls stad sin lobbyverksamhet mot länets riksdagsmän. Påtryckningarna hjälpte och riksdagen beslutade 1885 att bygga statsbanan Ljusdal–Hudiksvall samt köpa HJ för 350 810 kr kontant och 185 678 kr för det kvarstående statliga lånet. Svenska staten genom Statens Järnvägar tillträde den 1 november 1887 och därmed upphörde bolaget Hudiksvalls Järnvägsaktiebolag efter 27 vinstgivande år. Fortsättningen med ombyggnad till normalspår och senare nerläggning finns beskrivet i statsbanan Ljusdal–Hudiksvall och efter nerläggningen av statsbanan i museijärnvägen Dellenbanan.
Vid byggandet av den 1435 mm normalspåriga statsbanan användes bara delar av HJ. Från Håsta efter Håstaholmarna gick banan i en nordligare sträckning troligen längs Medskogsvägen eller Gammelbansvägen till omkring 2 km innan Hedsta. Efter Hedsta gick HJ:s bana som mest ett par hundra meter söder om statsbanan till 1 km innan Forsa. Stationshus i Näsviken och Hudiksvall ersattes med nya i nya lägen. Station för HJ i Näsviken låg vid bryggan i Sördellen men revs 1958 för att bereda plats för industriverksamhet. Stationshuset i Hudiksvall finns kvar.
Alla fyra 1217 mm smalspåriga järnvägar i Sverige byggdes redan under 1800-talet om till normalspår. Den enda nerlagda av dessa är den som HJ blev en del av.